# Řekomyš
Řekomyš (Thryonomys) je rod hlodavců z čeledi řekomyšovitých (Thryonomyidae). Jde o velká zvířata žijící v africkém kontinentu od subsaharské Afriky na severu až po Jihoafrickou republiku na jihu.
Řekomyš, přesněji řekomyš americká, se také někdy říká nutriím, které však patří do jiné čeledi hlodavců.

## Taxonomie
Známé jsou dva druhy řekomyší:
rod Thryonomys – řekomyš
- druh Thryonomys swinderianus – řekomyš africká – obývá velkou část Afriky od Senegalu na západě přes všechny státy na pobřeží Guinejského zálivu až ke Keni a Tanzanii na pobřeží Indického oceánu a odtud širokým pruhem na jih až po Jihoafrickou republiku,
- druh Thryonomys gregorianus – řekomyš menší – žije ve východní Africe od Keni na severu po Zimbabwe na jihu.

Řekomyš menší se dělí na dva poddruhy, řekomyš africká se dále nedělí.

## Vzhled a způsob života
Řekomyši jsou velcí noční hlodavci s podsaditým tělem, které je 350-610 mm dlouhé. Váží 4–7 kg. Svrchní strana těla je hnědavá, spodní bělavá, někdy došeda. Přes svou zavalitost to jsou hbitá a rychlá zvířata.
Oblast rozšíření řekomyši menší se překrývá s oblastí řekomyši africké, oba druhy však žijí v různých biotopech:
- řekomyš africká dává přednost bažinám a jiným mokrým prostředím,
- řekomyš menší žije v sušších částech vlhkých savan.

Řekomyši jsou býložravá zvířata: živí se především travou, rákosem a různými plody. Působí škody na plantážích. Jejich maso je vysoce ceněno a proto jsou loveny domorodci a někdy také chovány na farmách.